# Elección presidencial de Israel de 1998
La elección presidencial de Israel de 1998 fue llevada a cabo de forma indirecta el 4 de mayo de 1998. Los 120 miembros de la Knesset votaron por mayoría absoluta del total de los miembros al nuevo presidente de Israel por un mandato (una vez reelegible) de 5 años.
Fue la primera vez que un presidente en ejercicio de Israel se enfrentó a un adversario. Shaul Amor se opuso a Ezer Weizman, pero Weizman fue reelegido por 63 votos contra 49. Weizman fue el último presidente elegido por un mandato de 5 años.
El presidente de Israel tiene fundamentalmente tareas formales y protocolares. Ostenta el título de Jefe del Sanedrín, el ente judicial y legislativo supremo del pueblo judío en la Tierra de Israel. Es el jefe de Estado del país, representa la unidad del país, del Estado y del pueblo por arriba de las diferencias partidarias. Por esto, en general las personas que han sido elegidas tuvieron gran recorrido en la política del país o del pueblo de Israel.

## Resultado
|  | 52.5 % |

|  | 40.5 % |

|  | 93.3 % |

|  | 5.83 % |

|  | 100 % |

|  | 99.16 % |